# Inspektor Beck v Budapešti
Inspektor Beck v Budapešti je kriminální film z roku 1980 natočený v koprodukci Německo, Maďarsko, Švédsko.  Do československé distribuce byl uveden o tři roky později, v červnu 1983. Předlohou filmu byl román švédské autorské dvojice Maj Sjöwallová, Per Wahlöö z roku 1966, který česky vyšel poprvé v roce 1974 pod názvem Muž, který se vypařil (druhý z deseti tzv. Románů o zločinu). Režisérem filmu byl Maďar Péter Bacsó a hlavní roli švédského kriminalisty Martina Becka ztvárnil známý britský herec Derek Jacobi. Protože film se (stejně jako román) odehrává převážně v Budapešti, na produkci se vedle SRN a Švédska (Bo Jonsson) významně podílelo také Maďarsko (André Libik). Scénář napsal Wolfgang Mühlbauer, kameramanem byl Tamás Andor, filmovou hudbu složil Jacques Loussier.

## Název filmu
V SRN i v NDR (kde byl poprvé promítán v roce 1982) byl film uváděn pod názvem Der Mann, der sich in Luft auflöste, ve Švédsku Mannen som gick upp i rök, anglický titul (a současně celosvětová distribuce) je The Man Who Went Up in Smoke. Všechny tyto názvy odpovídají názvu románové předlohy v daném jazyce. V Maďarsku byl film uváděn pod podobným názvem A svéd, akinek nyoma veszett (Švéd, který zmizel beze stopy). Pro československou distribuci byl z neznámých důvodů zvolen zcela odlišný název, navíc sousloví inspektor Beck se nevyskytuje v názvu žádného jiného z 13 filmů o Martinu Beckovi, které byly natočeny podle knižní předlohy (původní i český název, pokud byl film v českých kinech promítán). 

## Děj
Zkušený stockholmský kriminalista Martin Beck je odvolán z dovolené a pověřen delikátním případem. Víceméně inkognito a každopádně neoficiálně (protože v cizině pochopitelně nemá žádné policejní pravomoce) je vyslán do Budapešti, aby zde pátral po jednom švédském novináři. Alf Mattsson pracoval pro významné švédské noviny, odjel na reportáže do Budapešti a zde krátce po příjezdu záhadně zmizel, doslova se „vypařil“. Beck brzy zjišťuje, že jeho četné novinářské cesty nejen do Maďarska, ale i do dalších socialistických zemí (v redakci ho považovali za specialistu na tyto země) byly víceméně jen zástěrkou, především se věnoval výnosným kriminálním kšeftům.
Zpočátku se proto zdá logické, že se nepohodl s nějakým členem bandy okolo Aranky Ari a ti se rozhodli ho odstranit. Beck však trpělivě pátrá nejen v hotelu, ale po celé Budapešti a shromažďuje různé nenápadné indicie. Zpočátku má problém s majorem  Szlukou (šéfem budapešťské kriminálky), kterému se jeho neoficiální pátrání nelíbí, nakonec však spolupracují. Posléze dospěje k závěru, že Alf Mattsson do Budapešti vůbec nepřijel. Vrací se proto do Švédska a zde případ dokončí. Mattssona v hádce, krátce před jeho plánovaným odjezdem do Budapešti, nechtěně zabil jeho novinářský kolega. Aby svůj čin zamaskoval, oblékl se jako Mattsson, na jeho pas vycestoval do Maďarska, ubytoval se v hotelu a poté se na jiný pas vrátil do Švédska. 

## Obsazení
| Derek Jacobi          | švédský kriminalista Martin Beck                        |
| Judy Winterová        | Aina Mattsson(ová)                                      |
| Tomas Bolme           | Åke Gunnarsson                                          |
| Lasse Strömstedt      | Lennart Kollberg                                        |
| Kjell Bergqvist       | Stenström                                               |
| Thomas Oredsson       | Alf Mattsson                                            |
| Staffan Götestam      | Sven Molin                                              |
| Ferenc Bàcs           | major Szluka, šéf budapešťské kriminálky                |
| Gösta Prüzelius       | Evald Hammar, nadřízený Becka na policejním ředitelství |
| Krisztina Peremartoni | Aranka Ari                                              |
| Sándor Szabó          | pan Sós                                                 |
| Zoltán Gera           | Kuti                                                    |
| Helena Brodin(ová)    | manželka Becka                                          |
| Dieter Schidor        | sekretář na velvyslanectví                              |

## Místa natáčení
Film se (stejně jako románová předloha) odehrává především v Budapešti, proto se většina scén natáčela v této metropoli na Dunaji, včetně turisticky velmi známých míst. Menší počet scén se točil v různých částech Stockholmu a také v zábavném parku Gröna Lund na ostrově Djurgården nedaleko centra švédského hlavního města.